# Bombardier Aerospace
Bombardier Aviation (до 2019 года Bombardier Aerospace) — подразделение канадской компании Bombardier Inc., производителя самолётов и космической техники. Вместе с бразильской компанией Embraer претендует на место третьего крупнейшего производителя самолётов в мире вслед за Airbus и Boeing. Штаб-квартира компании располагается в Дорвале, провинция Квебек.

## История
Основой  Bombardier Aerospace стала компания Canadair, приобретённая Bombardier 1986 году. В 1989 году к ней присоединился находившийся на грани банкротства авиапроизводитель Short Brothers из Белфаста (Северная Ирландия). Затем в 1990 году канадской корпорации перешёл контроль над обанкротившейся Learjet Company из Уичито, штат Канзас. Последним к компании в 1992 году присоединилось бывшее дочернее предприятие Boeing — De Havilland Aircraft of Canada из Торонто, провинция Онтарио.
В 2000-е годы Bombardier выступил с планом выпуска первого за 30 лет узкофюзеляжного коммерческого лайнера, получившего обозначение CSeries. Эти планы дали толчок к разработке схожих проектов конкурирующими авиастроительными компаниями. В 2008 году нелетающий концепт был представлен на авиасалоне Фарнборо, а в 2013 году состоялся первый полёт нового самолёта базовой модели CS100. Однако задержки производства и дополнительные затраты привели к тому, что программа стоимостью 6 млрд долларов оказалась резко убыточной и поставила компанию на грань банкротства. Будучи неспособной бороться с демпинговыми расценками со стороны конкурентов из Boeing, в 2017 году Bombardier продала контрольный пакет CSeries за 1 доллар европейскому концерну Airbus, переименовавшему модель в Airbus A220. На следующий год фирме Viking Air был за 300 млн долларов продан контрольный пакет в производстве турбовинтового лайнера Q400. После этого единственной серией коммерческих пассажирских самолётов, всё ещё производимых Bombardier, осталась серия CRJ, но в 2020 году и её продали компании Mitsubishi Aircraft. Чтобы избежать банкротства, Bombardier за вторую половину 2010-х годов была вынуждена несколько раз обращаться за списанием долгов, а затем и за субсидиями со стороны канадского федерального и квебекского правительств.
После ухода с рынка коммерческого пассажирского авиастроения Bombardier Aerospace (в 2019 году переименованная в Bombardier Aviation) сосредоточилась на производстве бизнес-джетов, в числе прочего приобретя у Triumph Group предприятие по производству крыльев для модели Global 7500, расположенное Ред-Оксе, штат Техас. Ещё одной линейкой бизнес-джетов Bombardier остаётся серия Challenger.

## Продукция

### Бизнес-джеты
- Bombardier Challenger 350
- Bombardier Challenger 650
- Bombardier Challenger 3500

Bombardier Global

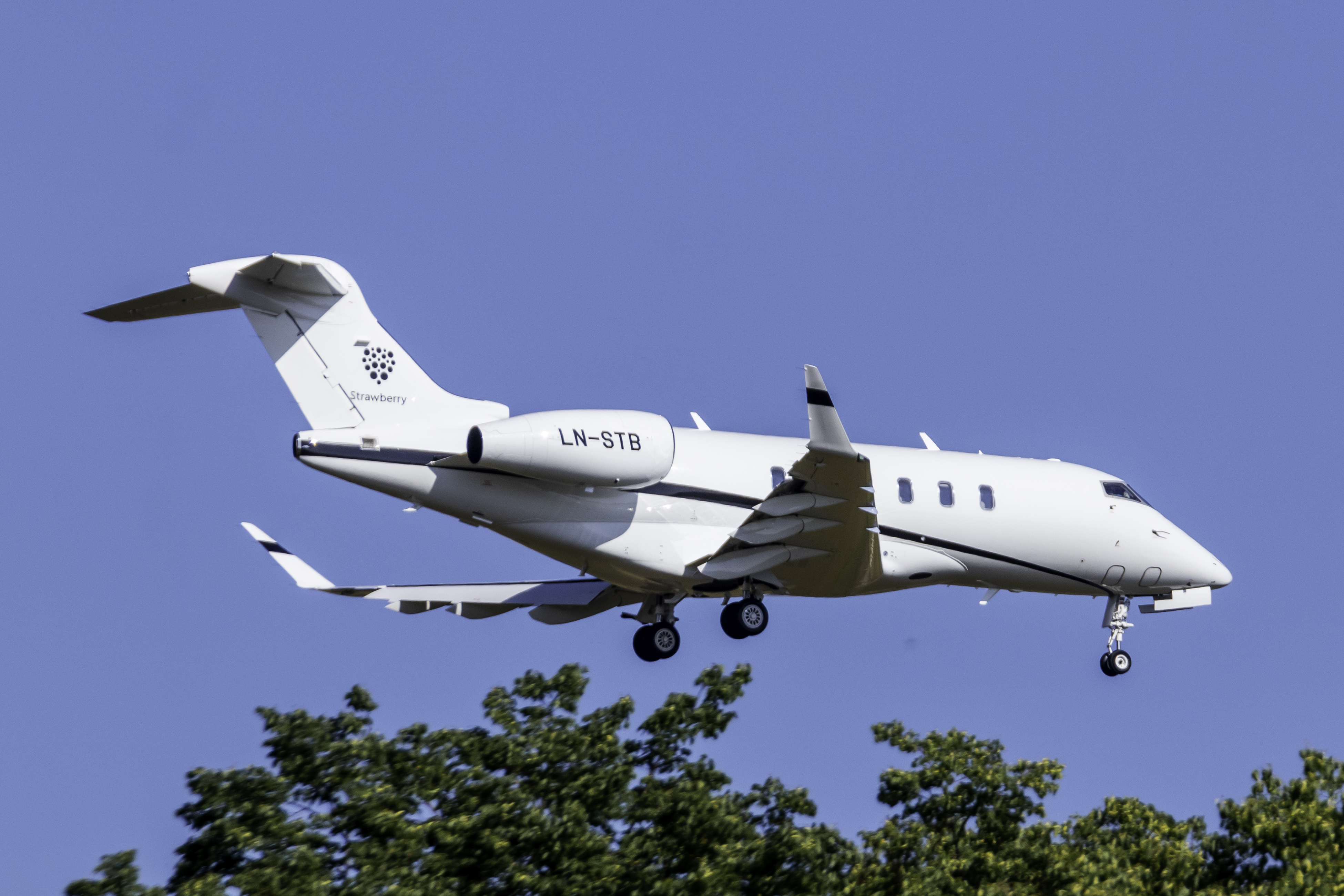
Bombardier Challenger 350 в аэропорту Висбю, 2023 год

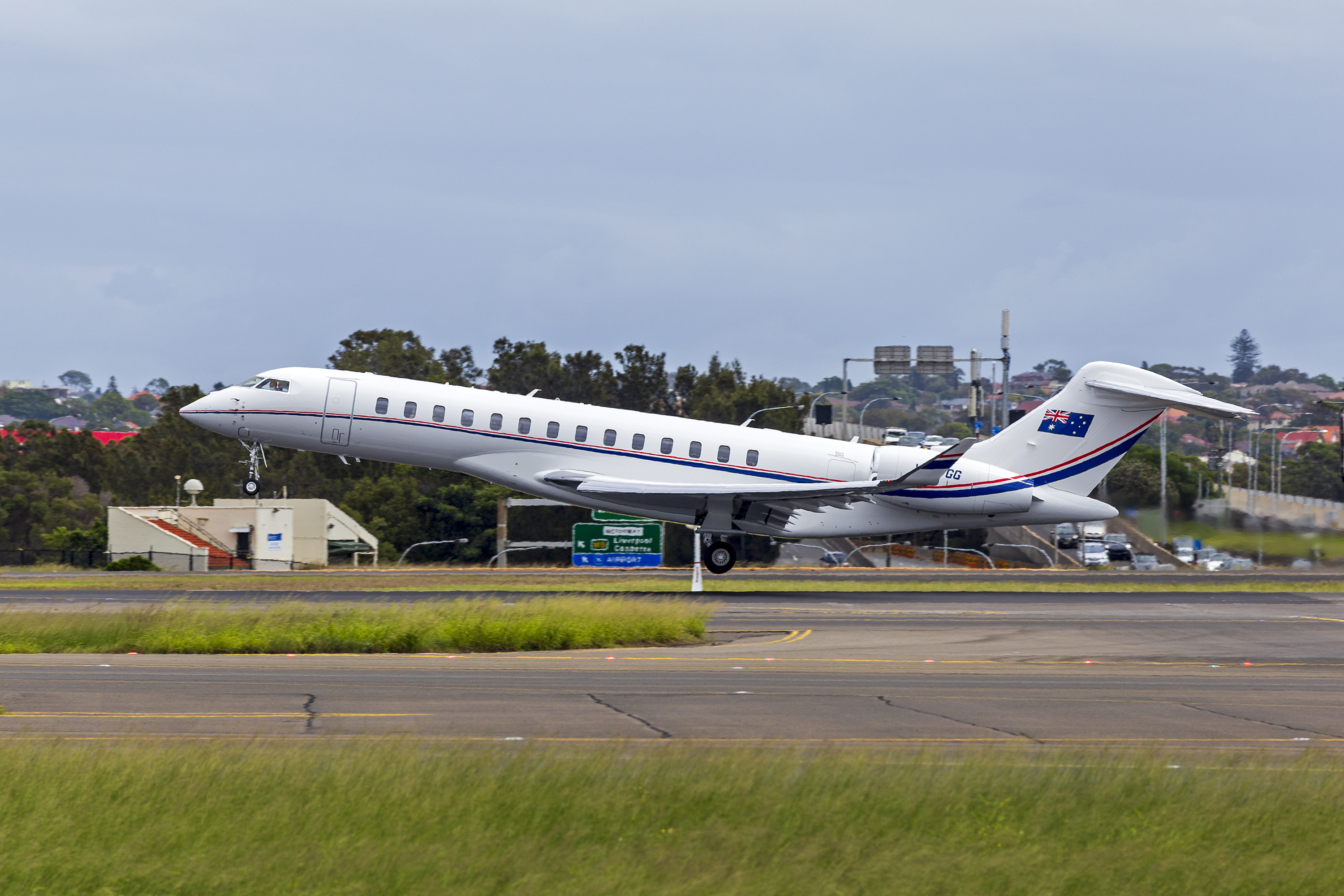
Bombardier Global 7500 в международном аэропорту Сиднея, 2020 год

В 2010 году Bombardier обновил линейку бизнес-джетов:
- Bombardier Global 5500[11]
- Bombardier Global 6500
- Bombardier Global 7500
- Bombardier Global 8000 (планируется на 2025 год)[12]

Выпуск прекращён
- Learjet 35
- Learjet 55
- Bombardier Learjet 40 XR
- Bombardier Learjet 45 XR
- Bombardier Learjet 60 XR
- Bombardier Learjet 70
- Bombardier Learjet 75
- Bombardier Learjet 85
- Bombardier Challenger 300
- Bombardier Challenger 30X
- Bombardier Challenger 601
- Bombardier Challenger 604
- Bombardier Challenger 605
- Bombardier Challenger 650
- Bombardier Challenger 850
- Bombardier Global Express XRS
- Bombardier Global Express Global 5000
- Bombardier Global Express Global 6000
- Bombardier Global 7000[13]

### Коммерческие реактивные самолёты
Выпуск прекращён

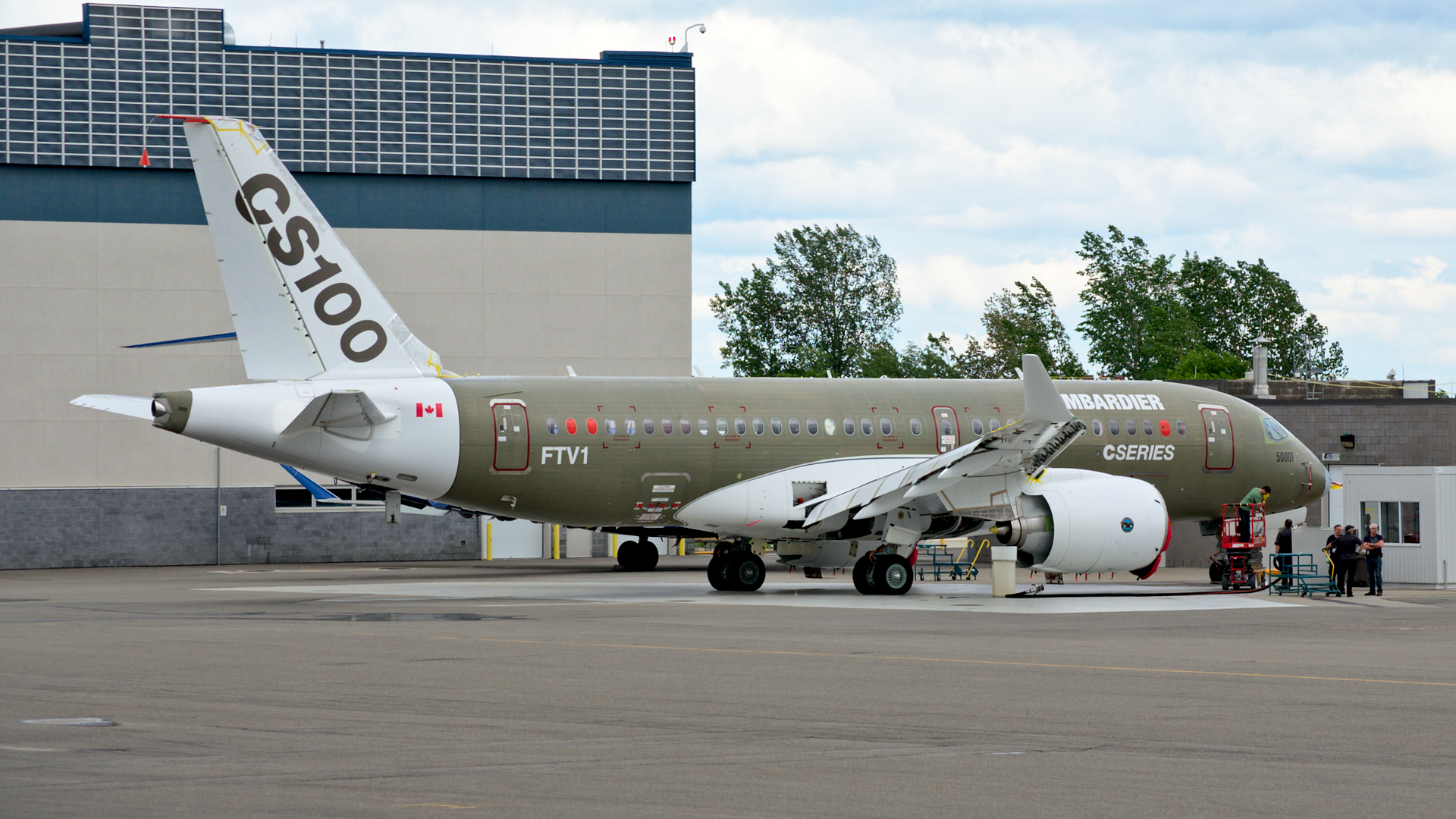
Bombardier CSeries CS100 Flight Test Vehicle (FTV1) в Мирабели

- Bombardier CRJ100/CRJ200 (50 пассажиров)
- Bombardier CRJ700/CRJ900/CRJ1000 (70-100 пассажиров)
- Bombardier CSeries (100—160 пассажиров)

### Турбовинтовыесамолёты
Выпуск прекращён
- Bombardier CL-215 (поршневой)
- Bombardier CL-415
- DHC Dash 8/Bombardier QSeries
- Short 330
- Short 360

### Военныесамолёты
- Short Tucano[источник не указан 3454 дня]

### Беспилотные летательные аппараты
- Bombardier CL-327 Guardian

## Предприятия

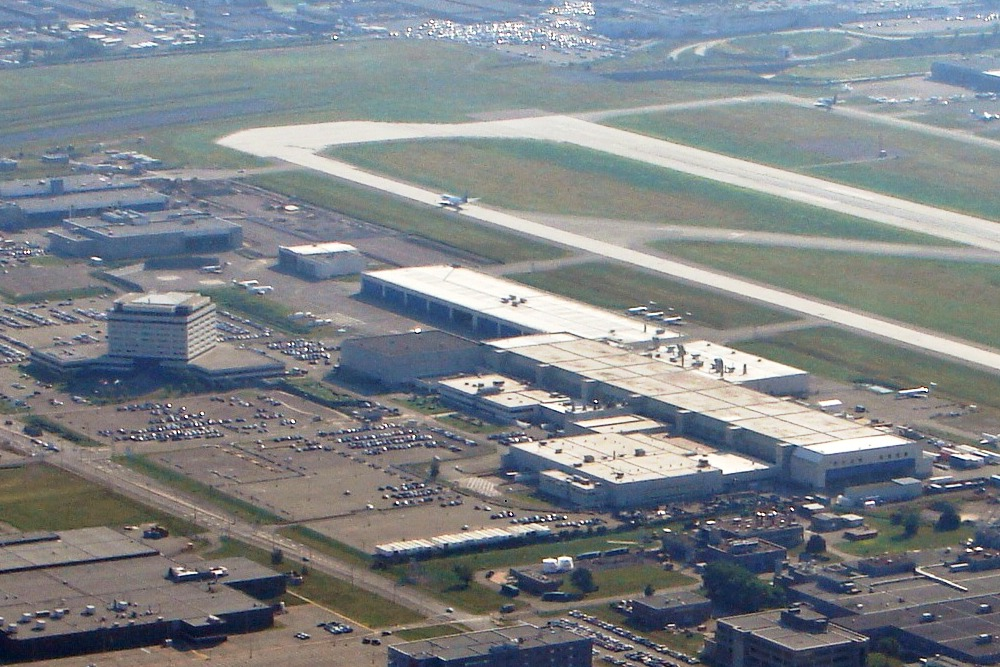
Главный конструкторский корпус и сборочные цеха Bombardier Aerospace в международном аэропорту имени Пьера Эллиота Трюдо

Предприятия Bombardier Aerospace расположены в 27 странах мира. Производственные мощности имеются в Канаде, США, Великобритании (Северной Ирландии) и Мексике.
- Международный аэропорт имени Пьера Эллиота Трюдо (Канада) — месторасположение штаб-квартиры, сборка и лётные испытания Challenger 300, 605 и 850, а также самолётов семейства Global для внутреннего рынка
- Международный аэропорт Мирабель (Канада) — сборка CRJ700/CRJ900/CRJ1000 и CSeries
- Сен-Лоран, провинция Квебек (Канада) — центр разработки, производство кокпитов и задних частей фюзеляжа[15]
- Уичито, штат Канзас (США) — сборка самолётов семейства Learjet и основной корпоративный лётно-испытательный центр Bombardier Aerospace (BFTC)[16][17][18]
- Аэропорт Даунсвью (Канада) — сборка самолётов Bombardier Dash 8 и семейства Global[19]
- Аэропорт Норт-Бей (Канада) — сборка самолётов Bombardier CL-415[19]
- Сантьяго-де-Керетаро (Мексика) — производство компонентов для Learjet 85, Challenger 605, CRJ700/CRJ900/CRJ1000 NextGen, Q400 NextGen, Global 6000/7000[20][21]
- Белфаст (Северная Ирландия) — производство фюзеляжей, мотогондол и крыльев[22]
- Касабланка (Марокко) — системы управления для CRJ[23]

## Производственные показатели
В таблице приведены годовые показатели производства Bombardier Aerospace
| Финансовый/календарный год | Финансовый/календарный год | 1999/00 | 2000/01 | 2001/02 | 2002/03 | 2003/04 | 2004/05 | 2005/06 | 2006/07 | 2007/08 | 2008/09 | 2009/10 | 2010/11 | 2011 | 2012 | 2013 |
| -------------------------- | -------------------------- | ------- | ------- | ------- | ------- | ------- | ------- | ------- | ------- | ------- | ------- | ------- | ------- | ---- | ---- | ---- |
| Коммерческая авиация       | CRJ                        | 81      | 105     | 165     | 191     | 214     | 175     | 110     | 64      | 62      | 56      | 60      | 41      | 33   | 14   | 26   |
| Коммерческая авиация       | Q-Series                   | 23      | 52      | 41      | 29      | 19      | 22      | 28      | 48      | 66      | 54      | 61      | 56      | 45   | 36   | 29   |
| Бизнес-джеты               | Learjet                    | 109     | 129     | 96      | 38      | 41      | 47      | 69      | 71      | 81      | 70      | 44      | 33      | 33   | 39   | 29   |
| Бизнес-джеты               | Challenger                 | 40      | 38      | 45      | 23      | 31      | 62      | 98      | 99      | 103     | 116     | 82      | 63      | 79   | 86   | 89   |
| Бизнес-джеты               | Global                     | 34      | 36      | 21      | 16      | 17      | 22      | 30      | 42      | 48      | 53      | 50      | 47      | 51   | 54   | 62   |
| Самолёты-амфибии           | CL-415                     | 5       | 10      | 2       | 1       | 3       | 1       | 2       | 2       | 1       | 4       | 5       | 4       | 4    | 4    | 3    |
| ИТОГО                      | ИТОГО                      | 292     | 370     | 370     | 298     | 324     | 329     | 337     | 326     | 361     | 353     | 302     | 244     | 245  | 233  | 238  |
| Подтверждённые заказы      | Подтверждённые заказы      |         |         |         |         |         |         |         | 363     | 698     | 367     | 11      | 201     | 249  | 481  | 388  |